# Château de Montreuil-l'Argillé
Le château de Montreuil-l'Argillé est un ancien château à motte, du XIe siècle, dont les vestiges se dressent sur la commune française de Montreuil-l'Argillé dans le département de l'Eure, en région Normandie.
Le château fait l'objet d'une inscription partielle au titre des monuments historiques par arrêté du 18 septembre 1989.

## Localisation
Les vestiges du château sont situés au sud du bourg de Montreuil-l'Argillé, dans le département français de l'Eure.

## Historique
Le château de Montreuil-l'Argillé est à l'origine la possession d'un certain Heugon qualifié de potens miles (« puissant chevalier »), qui détient également les châteaux de l'Aigle, Échauffour et la Roche-Mabile. Ils passent tous par mariage, en 1025, à Géré ou Giroie (famille Giroie), un seigneur de haute noblesse franque et bretonne, allié des Bellême, et vassal du comte de Mayenne duquel il tient les châteaux de Montaigu et de Saint-Céneri-le-Géré.

## Protection
Sont inscrits au titre des monuments historiques :
Les parcelles cadastrales avec les vestiges archéologiques enfouis ou en élévation qu'elles contiennent, constituant l'enceinte principale et deux basses-cours du château féodal.